# Kakma
Kakma är en ort i Kroatien.   Den ligger i länet Zadars län, i den södra delen av landet, 210 km söder om huvudstaden Zagreb. Kakma ligger 34 meter över havet och antalet invånare är 213.
Terrängen runt Kakma är huvudsakligen platt, men åt sydost är den kuperad. Runt Kakma är det ganska glesbefolkat, med 40 invånare per kvadratkilometer. Närmaste större samhälle är Biograd na Moru, 6,5 km sydväst om Kakma. Trakten runt Kakma består till största delen av jordbruksmark.